# سیارک ۵۵۳۳
سیارک ۵۵۳۳ (به انگلیسی: 5533 Bagrov، نامگذاری:1935SC) پنج هزار و پانصد و سی و سومین سیارک کشف شده‌است که در ۲۱ سپتامبر ۱۹۳۵ و در رصدخانه سایمیز کشف شد.
قدر مطلق سیارک برابر ۱۴٫۲۰ است.